# Mike Gallagher (Skilangläufer)
Michael Donald „Mike“ Gallagher (* 3. Oktober 1941 in Yonkers, New York; † 3. Oktober 2013 in Pittsfield, Vermont) war ein US-amerikanischer Skilangläufer.
1959 konnte Gallagher seinen ersten Titel gewinnen: er wurde nationaler Meister im Skilanglauf in der Klasse der Junioren. 1964 nahm er erstmals an den Olympischen Winterspielen in Innsbruck, Österreich an. Über 15 Kilometer belegte er Platz 38, zusammen mit Mike Elliott, Jim Shea und John Bower in der 4 × 10-km-Staffel den 13. Rang. Im französischen Grenoble trat er bei seiner nächsten Olympiateilnahme 1968 über 15, 30 und 50 Kilometer an und erreichte dabei die Plätze 34, 27 und 22. Die Staffel mit ihm, Mike Elliott, Bob Gray und John Bower konnte sich auf den 12. Platz steigern. Gallaghers letzten Olympischen Winterspiele als Aktiver waren 1972 in Sapporo, Japan, als er im Einzelrennen über 30 Kilometer startete und den 30. Rang erreichte. Im Staffelrennen über 4-mal 10 Kilometer gelang ihm zusammen mit Tim Caldwell, Larry Martin und Mike Elliott erneut ein 12. Platz.
Neben seiner Karriere als Skilangläufer trat er auch häufig als Radrennfahrer auf.
Gallagher studierte an der University of Colorado. Zwischen 1980 und 1986 war er als Trainer des US-amerikanischen Skilanglaufnationalteams aktiv und bei den Olympischen Winterspielen 1980, 1984 und 1992 dabei. Außerdem arbeitete er mit verschiedenen Skiherstellern zusammen um die Entwicklung der Fiberglas-Ski voranzutreiben.